# Корбешти (Арад)
Корбешти (рум. Corbești) насеље је у Румунији у округу Арад у општини Петриш. Oпштина се налази на надморској висини од 200 m.

## Становништво
Према подацима из 2002. године у насељу је живело 251 становника, од којих су сви румунске националности.